# Góra (Grzęska)
Góra – część wsi Grzęska w Polsce, położona w województwie podkarpackim, w powiecie przeworskim, w gminie Przeworsk.
W latach 1975–1998 Góra administracyjnie należała do województwa przemyskiego.
Wierni kościoła rzymskokatolickiego należą do parafii Podwyższenia Krzyża w Grzęsce.